# Catalina y Sebastián
 (septembre 2024).
Catalina y Sebastián est une telenovela mexicaine produite par Antulio Jiménez Pons, écrite par Ranferi Negrete pour TV Azteca. Elle est diffusée entre le 3 mai 1999 et le 15 octobre 1999 sur TV Azteca. Cette telenovela pourtant doublée en français reste encore inédite dans certains pays francophones.

## Synopsis
Catalina Negrete est la fille aînée d'une famille qui semble avoir une bonne situation économique. Sa mère Adela est une femme ambitieuse et intéressée, à tel point qu'elle oblige Catalina à épouser Sebastián Mendoza, un beau et riche jeune homme, même si elle aime son petit ami Eduardo Guzmán. Cependant, Eduardo quitte Catalina pour épouser Silvia, une femme riche. Catalina décide alors d'oublier qu'il y a de l'amour et accepte d'épouser Sebastián. Cependant, Catalina et sa famille ont une grande surprise quand ils découvrent que le ranch où réside Sebastián n'est pas sa propriété, mais que le jeune homme n'est que le contremaître, Sebastián leur a menti sur sa situation économique pour savoir si elle était vraiment mariée pour lui ou pour son argent. Il est intéressé par elle et quand il découvre que ses soupçons sont vrais, il se fâche et refuse le divorce à Catalina, qu'il force à vivre avec lui dans une hutte afin qu'elle sente vraiment ce que c'est que d'être pauvre. Les jeunes en arrivent vraiment à s'aimer lors ce deal quotidien. Enfin, Sebastián avoue la vérité à sa femme. En fait, il est le propriétaire du ranch de Mendoza, il a seulement prétendu être un contremaître pour savoir si son amour envers lui était vraiment sincère. Pour cela, il a échangé son papier avec le vrai contremaître, Carmelo, qui se croit être le fils biologique de Guadalupe Mendoza, le père de Sebastián. Carmelo ne veut pas renoncer à la vie de luxe à laquelle il pense qu’il a droit, mais il rendra son argent à Sebastián que si Catalina accepte de l’épouser.

## Distribution
- Silvia Navarro : Catalina Negrete Rivadeneira
- Sergio Basañez : Sebastián Mendoza
- Alberto Mayagoitía : Carmelo Cruz Martínez
- Claudia Islas : Adela Rivadeneira de Negrete
- Sergio Klainer : Gustavo Negrete
- Regina Torné : Antonieta Escandón
- Eduardo Shilinsky : Ricardo Negrete Rivadeneira
- Geraldine Bazán : Luisa Negrete Rivadeneira
- Alejandra Lazcano : Martina Mendoza
- Fidel Garriga : Guadalupe "Lupe" Mendoza
- Antonio De Carlo : Père Jerónimo
- Christian Cataldi : Eduardo Guzmán Vargas
- Kenia Gascón : Silvia Muñoz Roca
- María Rebeca : Emilia Montesco
- Hugo Esquinca : Macario
- Pilar Souza : Josefa #1
- Evangelina Martínez : Josefa #2
- Alma Martínez : Rufina
- Ramiro Orci : Francisco "Panchito"
- Araceli Chavira : Petra
- Ranferi Negrete : Ramiro
- Lili Blanco : Alicia
- César Riveros : Luis
- Lisset : Jessica
- Mauricio Ferrari : Jesús "Chucho"
- Ninel Conde : Patricia
- Patricia Conde : "La Kikis"
- Katalina Krueger : Marianela
- Jorge Luis Pila : Antonio
- Dunia Saldívar : Joaquina
- Enrique Becker : Père Demetrio

## Tournage
Le tournage des enregistrements de cette telenovela s'est fait entre le 18 janvier 1999 pour finir le 4 juin de la même année.

## Versions
- Amor comprado (2008) sur Venevisión (Produite par Yaky Ortega avec pour protagonistes José Ángel Llamas et Elizabeth Gutiérrez).
- Contrato de amor (2008-2009) sur TV Azteca (Produite par Emilia Lamothe et Pedro Luévano avec pour protagonistes Leonardo Garcia et Ximena Rubio).

## Prix
Prix Harlequin 1999 décerné à Ranfery Negrete pour sa participation à l'écriture de l'histoire de "Catalina et Sebastian".